# Bình Tân (xã)
Bình Tân là một xã thuộc tỉnh Đồng Nai, Việt Nam.

## Địa lý
Xã Bình Tân nằm ở phía bắc huyện Phú Riềng, có vị trí địa lý:
- Phía đông giáp thị xã Phước Long và xã Phước Tân
- Phía tây giáp xã Long Hưng
- Phía nam giáp các xã Bù Nho và Phước Tân
- Phía bắc giáp xã Bình Sơn.

Xã có diện tích 53,81 km², dân số năm 2009 là 6.843 người, mật độ dân số đạt 127 người/km².

## Lịch sử
Trước đây, Bình Tân là một xã thuộc huyện Phước Long cũ, được thành lập vào ngày 28 tháng 3 năm 2007 trên cơ sở điều chỉnh 5.804,44 ha diện tích tự nhiên và 8.699 người của xã Bình Phước cũ.
Ngày 11 tháng 8 năm 2009, Chính phủ ban hành Nghị quyết số 35/NQ-CP. Theo đó:
- Điều chỉnh 423,67 ha diện tích tự nhiên và 2.542 người của xã Bình Tân về thị xã Phước Long mới thành lập (nay là một phần phường Long Phước)
- Đổi tên huyện Phước Long thành huyện Bù Gia Mập.

Sau khi điều chỉnh địa giới hành chính, xã Bình Tân còn lại 5.380,77 ha diện tích tự nhiên và 6.843 người, trực thuộc huyện Bù Gia Mập.
Ngày 15 tháng 5 năm 2015, huyện Bù Gia Mập được chia thành hai huyện Bù Gia Mập và Phú Riềng, xã Bình Tân trực thuộc huyện Phú Riềng như hiện nay.